# Тульский областной театр юного зрителя
Тульский областной театр юного зрителя — театр юного зрителя в Туле.

## История театра
Тульский областной театр юного зрителя был создан на базе Театра рабочей молодёжи в Туле в 1931 году. В первую труппу театра вошли артисты А.Алексеев, Б.Басевич, В.Ларин, Н.Мелиоранский, О.Островская, А.Пильх, М.Матвеев, В.Трофимов и другие. Первым художественным руководителем театра стал актёр и режиссёр Тульского драматического театра В. В. Истомин-Кастровский. В 1936 году театру передано здание бывшего Народного дома Императорских оружейных заводов на улице Коминтерна.
Во время Великой Отечественной войны театр выступал в воинских частях и госпиталях. В 1947 году впервые в СССР Тульский ТЮЗ поставил спектакль по роману А.Фадеева «Молодая гвардия».
С Тульским ТЮЗом связаны имена многих видных деятелей театрального искусства, таких как В. М. Невинный, Е.Пчелкина, Н.Маршак. Н.Казаков, З.Леонтьева, Э. Б. Капелюш, В.Богатырев. Р.Соколов, Н.Коршунов, А. А. Грунда и многие другие.
На сцене театра было сыграно около 420 спектаклей. ТЮЗ — лауреат и дипломант Международных и Всероссийских фестивалей.

## Труппа
- Пчёлкина, Евгения Ивановна (1945—1963)
- Чотпаева, Ольга Григорьевна, заслуженная артистка России (2002)[1]
- Исмангулов, Селимжан Харисович, заслуженный артист России (2010)[2]